# Orcus (mytologie)

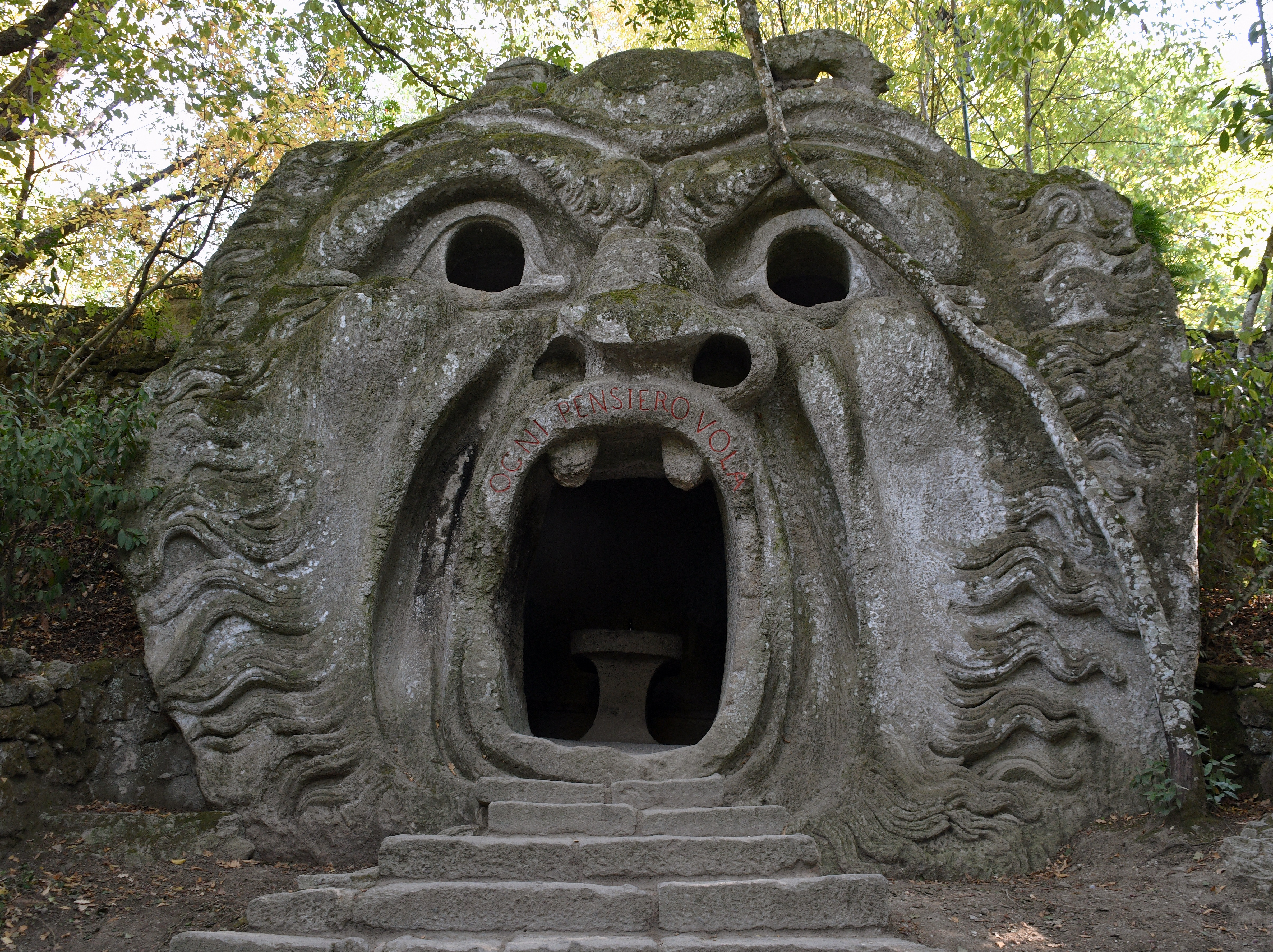
Orkova ústa, plastika z manýristického parku Sacro Bosco v italském Bomarzu, cca 1550

Orcus je římský bůh smrti a vládce podsvětí, jehož jméno bylo též užíváno jako výraz pro samo podsvětí a smrt. Často byl ztotožňován, například Enniem, s Dis Paterem, známějším bohem podsvětí, a stejně jako on byl identifikován s řecko-římským Ploutónem-Plutem a řeckým Hádem. Podle některých badatelů byl Orcus spíše bohem jež přinášel smrt, než vládcem podsvětí jako Dis Pater. V sochařství a na keramice byl někdy zobrazován jako smrtka stínající klas svou kosou.
Podle Historia Augusta, pozdně antické sbírky životopisů císařů, ležel Orkův chrám (aedes) na Palatinu v blízkosti císařského paláce, ale byl zničen císařem Heliogabalem, jež na jeho místě vystavěl chrám Elagabalův.
Za vchod do orka, ve smyslu podsvětí, byl považován mundus, otvor v zemi zapečetěný kamenem - lapis manalis. V Římě stál mundus, zvaný mundus cerialis, nejspíše na Palatinu či na Comitiu. Je možné že slovo orcus neznalo celé podsvětí, ale jen jeho vstupní síň za níž se nacházely Acheruské pláně a za nimi pak Tartarus a Elysium.